# هوانغ كي
هوانغ كي هو فنان قتالي كوري الجنوبي، ولد في 9 نوفمبر 1914 في غيونغي في كوريا الجنوبية، وتوفي في 14 يوليو 2002.